# 76. ceremonia wręczenia Złotych Globów
76. ceremonia wręczenia Złotych Globów, nagród filmowych i telewizyjnych przyznawanych przez Hollywoodzkie Stowarzyszenie Prasy Zagranicznej, odbyła się 6 stycznia 2019 roku w The Beverly Hilton w Beverly Hills. Galę wyemitowała na terenie Stanów Zjednoczonych stacja telewizyjna NBC, a jej prowadzącymi byli Sandra Oh i Andy Samberg.
Nominacje zostały ogłoszone 6 grudnia 2018 przez Terry’ego Crewsa, Danai Gurirę, Leslie Mann i Christiana Slatera. Spośród produkcji kinowych najwięcej otrzymał ich Vice (sześć), zaś spośród programów telewizyjnych Zabójstwo Versace: American Crime Story (cztery). Najwięcej nagród spośród produkcji kinowych zdobył Green Book (trzy), a spośród programów telewizyjnych Zabójstwo Versace: American Crime Story i The Kominsky Method (po dwie).

## Zwycięzcy i nominowani
Źródło:

### Produkcje kinowe
| Najlepszy film dramatyczny | Najlepszy film komediowy lub musical |
| --- | --- |
| - Bohemian Rhapsody - Czarna Pantera - Czarne bractwo. BlacKkKlansman - Gdyby ulica Beale umiała mówić - Narodziny gwiazdy | - Green Book - Bajecznie bogaci Azjaci - Faworyta - Mary Poppins powraca - Vice |
| Najlepszy aktor w filmie dramatycznym | Najlepsza aktorka w filmie dramatycznym |
| - Rami Malek – Bohemian Rhapsody jako Freddie Mercury - Bradley Cooper – Narodziny gwiazdy jako Jackson Maine - Willem Dafoe – Van Gogh. U bram wieczności jako Vincent van Gogh - Lucas Hedges – Wymazać siebie jako Jared Eamons - John David Washington – Czarne bractwo. BlacKkKlansman jako Ron Stallworth | - Glenn Close – Żona jako Joan Castleman - Lady Gaga – Narodziny gwiazdy jako Ally Maine - Nicole Kidman – Niszczycielka jako Erin Bell - Melissa McCarthy – Czy mi kiedyś wybaczysz? jako Lee Israel - Rosamund Pike – Prywatna wojna jako Marie Colvin |
| Najlepszy aktor w filmie komediowym lub musicalu | Najlepsza aktorka w filmie komediowym lub musicalu |
| - Christian Bale – Vice jako Dick Cheney - Lin-Manuel Miranda – Mary Poppins powraca jako Jack - Viggo Mortensen – Green Book jako Frank „Tony Lip” Vallelonga - Robert Redford – Gentleman z rewolwerem jako Forrest Tucker - John C. Reilly – Stan i Ollie jako Oliver Hardy                                  | - Olivia Colman – Faworyta jako Anna Stuart - Emily Blunt – Mary Poppins powraca jako Mary Poppins - Elsie Fisher – Ósma klasa jako Kayla Day - Charlize Theron – Tully jako Marlo Moreau - Constance Wu – Bajecznie bogaci Azjaci jako Rachel Chu |
| Najlepszy aktor drugoplanowy | Najlepsza aktorka drugoplanowa |
| - Mahershala Ali – Green Book jako Don Shirley - Timothée Chalamet – Mój piękny syn jako Nic Sheff - Adam Driver – Czarne bractwo. BlacKkKlansman jako Flip Zimmerman - Richard E. Grant – Czy mi kiedyś wybaczysz? jako Jack Hock - Sam Rockwell – Vice jako George W. Bush                                    | - Regina King – Gdyby ulica Beale umiała mówić jako Sharon Rivers - Amy Adams – Vice jako Lynne Cheney - Claire Foy – Pierwszy człowiek jako Janet Shearon Armstrong - Emma Stone – Faworyta jako Abigail Hill - Rachel Weisz – Faworyta jako Sarah Churchill |
| Najlepszy reżyser | Najlepszy scenariusz |
| - Alfonso Cuarón – Roma - Bradley Cooper – Narodziny gwiazdy - Peter Farrelly – Green Book - Spike Lee – Czarne bractwo. BlacKkKlansman - Adam McKay – Vice | - Brian Hayes Currie, Peter Farrelly, Nick Vallelonga – Green Book - Alfonso Cuarón – Roma - Deborah Davis, Tony McNamara – Faworyta - Barry Jenkins – Gdyby ulica Beale umiała mówić - Adam McKay – Vice |
| Najlepsza muzyka | Najlepsza piosenka |
| - Justin Hurwitz – Pierwszy człowiek - Marco Beltrami – Ciche miejsce - Alexandre Desplat – Wyspa psów - Ludwig Göransson – Czarna Pantera - Marc Shaiman – Mary Poppins powraca | - „Shallow” (Lady Gaga, Mark Ronson, Anthony Rossomando, Andrew Wyatt) – Narodziny gwiazdy - „All the Stars” (Kendrick Lamar, SZA, Sounwave, Al Shux) – Czarna Pantera - „Girl in the Movies” (Dolly Parton, Linda Perry) – Kluseczka - „Requiem for a Private War” (Annie Lennox) – Prywatna wojna - „Revelation” (Jónsi, Troye Sivan, Leland) – Wymazać siebie |
| Najlepszy film animowany | Najlepszy film nieanglojęzyczny |
| - Spider-Man Uniwersum - Iniemamocni 2 - Mirai - Ralph Demolka w internecie - Wyspa psów | - Roma (Meksyk) - Girl (Belgia) - Kafarnaum (Liban) - Złodziejaszki (Japonia) - Obrazy bez autora (Niemcy) |

### Produkcje telewizyjne
| Najlepszy serial dramatyczny | Najlepszy serial komediowy lub musical |
| --- | --- |
| - Zawód: Amerykanin - Bodyguard - Homecoming - Obsesja Eve - Pose | - The Kominsky Method - Barry - Dobre miejsce - Kidding - Wspaniała pani Maisel |
| Najlepszy miniserial lub film telewizyjny | |
| - Zabójstwo Versace: American Crime Story - Alienista - Ostre przedmioty - Skandal w angielskim stylu - Ucieczka z Dannemory | |
| Najlepszy aktor w serialu dramatycznym | Najlepsza aktorka w serialu dramatycznym |
| - Richard Madden – Bodyguard jako sierżant David Budd - Jason Bateman – Ozark jako Martin „Marty” Byrde - Stephan James – Homecoming jako Walter Cruz - Billy Porter – Pose jako Pray Tell - Matthew Rhys – Zawód: Amerykanin jako Philip Jennings                                                                  | - Sandra Oh – Obsesja Eve jako Eve Polastri - Caitriona Balfe – Outlander jako Claire Fraser - Elisabeth Moss – Opowieść podręcznej jako June Osborne / Offred - Julia Roberts – Homecoming jako Heidi Bergman - Keri Russell – Zawód: Amerykanin jako Elizabeth Jennings                                                |
| Najlepszy aktor w serialu komediowym lub musicalu | Najlepsza aktorka w serialu komediowym lub musicalu |
| - Michael Douglas – The Kominsky Method jako Sandy Kominsky - Sacha Baron Cohen – Who Is America? jako różne postacie - Jim Carrey – Kidding jako Jeff Piccirillo - Donald Glover – Atlanta jako Earnest „Earn” Marks / Teddy Perkins - Bill Hader – Barry jako Barry Berkman / Barry Block                         | - Rachel Brosnahan – Wspaniała pani Maisel jako Miriam „Midge” Maisel - Kristen Bell – Dobre miejsce jako Eleanor Shellstrop - Candice Bergen – Murphy Brown jako Murphy Brown - Alison Brie – GLOW jako Ruth „Zoya the Destroya” Wilder - Debra Messing – Will & Grace jako Grace Adler                                 |
| Najlepszy aktor w miniserialu lub filmie telewizyjnym | Najlepsza aktorka w miniserialu lub filmie telewizyjnym |
| - Darren Criss – Zabójstwo Versace: American Crime Story jako Andrew Cunanan - Antonio Banderas – Geniusz: Picasso jako Pablo Picasso - Daniel Brühl – Alienista jako dr Laszlo Kreizler - Benedict Cumberbatch – Patrick Melrose jako Patrick Melrose - Hugh Grant – Skandal w angielskim stylu jako Jeremy Thorpe | - Patricia Arquette – Ucieczka z Dannemory jako Tilly Mitchell - Amy Adams – Ostre przedmioty jako Camille Preaker - Connie Britton – Dirty John jako Debra Newell - Laura Dern – Opowieść jako Jennifer Fox - Regina King – Seven Seconds jako Latrice Butler                                                           |
| Najlepszy aktor drugoplanowy w serialu, miniserialu lub filmie telewizyjnym | Najlepsza aktorka drugoplanowa w serialu, miniserialu lub filmie telewizyjnym |
| - Ben Whishaw – Skandal w angielskim stylu jako Norman Josiffe - Alan Arkin – The Kominsky Method jako Norman Newlander - Kieran Culkin – Sukcesja jako Roman Roy - Édgar Ramírez – Zabójstwo Versace: American Crime Story jako Gianni Versace - Henry Winkler – Barry jako Gene Cousineau                         | - Patricia Clarkson – Ostre przedmioty jako Adora Crellin - Alex Borstein – Wspaniała pani Maisel jako Susie Myerson - Penélope Cruz – Zabójstwo Versace: American Crime Story jako Donatella Versace - Thandie Newton – Westworld jako Maeve Millay - Yvonne Strahovski – Opowieść podręcznej jako Serena Joy Waterford |

### Nagrody honorowe
- Jeff Bridges – Nagroda im. Cecila B. DeMille’a
- Carol Burnett – Nagroda im. Carol Burnett
- Isan Elba – Ambasador Złotych Globów

## Prezenterzy
| Prezenterzy                                                    | Prezentacja |
| -------------------------------------------------------------- | --- |
| Bradley Cooper Lady Gaga                                       | Prezentacja nagrody dla najlepszego aktora w serialu komediowym lub musicalu                                               |
| Chadwick Boseman Danai Gurira Michael B. Jordan Lupita Nyong’o | Prezentacja nagrody dla najlepszego filmu animowanego i filmu Czarna Pantera                                               |
| Olivia Colman Emma Stone Rachel Weisz                          | Prezentacja filmu Faworyta                                                                                                 |
| Kaley Cuoco Johnny Galecki Jim Parsons                         | Prezentacja nagród dla najlepszego aktora w serialu dramatycznym i najlepszego serialu dramatycznego                       |
| Adam Driver John David Washington                              | Prezentacja filmu Czarne bractwo. BlacKkKlansman                                                                           |
| Taraji P. Henson Gina Rodriguez                                | Prezentacja nagrody dla najlepszego aktora drugoplanowego w serialu, miniserialu lub filmie telewizyjnym                   |
| Jamie Lee Curtis Ben Stiller                                   | Prezentacja nagrody dla najlepszej aktorki w miniserialu lub filmie telewizyjnym                                           |
| Lucy Liu                                                       | Prezentacja filmu Bajecznie bogaci Azjaci                                                                                  |
| Steve Carell                                                   | Prezentacja nagrody imienia Carol Burnett                                                                                  |
| Idris Elba Taylor Swift                                        | Prezentacja nagród za najlepszą muzykę i najlepszą piosenkę                                                                |
| Octavia Spencer                                                | Prezentacja filmu Green Book                                                                                               |
| Allison Janney Sam Rockwell                                    | Prezentacja nagrody dla najlepszej aktorki drugoplanowej w filmie                                                          |
| Kristen Bell Megan Mullally                                    | Prezentacja nagrody dla najlepszej aktorki w serialu dramatycznym                                                          |
| Amy Poehler Maya Rudolph                                       | Prezentacja nagród dla najlepszego aktora drugoplanowego w filmie i za najlepszy scenariusz                                |
| Felicity Huffman William H. Macy                               | Prezentacja nagrody dla najlepszej aktorki drugoplanowej w serialu, miniserialu lub filmie telewizyjnym                    |
| Saoirse Ronan                                                  | Prezentacja nagrody dla najlepszego aktora w filmie komediowym lub musicalu                                                |
| Antonio Banderas Catherine Zeta-Jones                          | Prezentacja nagrody dla najlepszego filmu nieanglojęzycznego                                                               |
| Tyler Perry                                                    | Prezentacja filmu Vice |
| Taron Egerton Amber Heard                                      | Prezentacja nagrody dla najlepszego aktora w miniserialu lub filmie telewizyjnym                                           |
| Chris Pine                                                     | Prezentacja Nagrody im. Cecila B. DeMille’a                                                                                |
| Harrison Ford                                                  | Prezentacja nagrody dla najlepszego reżysera                                                                               |
| Sam Elliott                                                    | Prezentacja filmu Narodziny gwiazdy                                                                                        |
| Sterling K. Brown Justin Hartley Chrissy Metz                  | Prezentacja nagród dla najlepszej aktorki w serialu komediowym lub musicalu i najlepszego serialu komediowego lub musicalu |
| Emily Blunt Dick Van Dyke                                      | Prezentacja filmu Mary Poppins powraca                                                                                     |
| Halle Berry Lena Waithe                                        | Prezentacja nagrody dla najlepszego miniserialu lub filmu telewizyjnego                                                    |
| Jessica Chastain Anne Hathaway                                 | Prezentacja nagrody dla najlepszej aktorki w filmie komediowym lub musicalu                                                |
| Janelle Monáe                                                  | Prezentacja filmu Gdyby ulica Beale umiała mówić                                                                           |
| Mike Myers                                                     | Prezentacja filmu Bohemian Rhapsody                                                                                        |
| Bill Murray                                                    | Prezentacja nagrody dla najlepszego filmu komediowego lub musicalu                                                         |
| Gary Oldman                                                    | Prezentacja nagrody dla najlepszej aktorki w filmie dramatycznym                                                           |
| Richard Gere Julianne Moore                                    | Prezentacja nagrody dla najlepszego aktora w filmie dramatycznym                                                           |
| Nicole Kidman                                                  | Prezentacja nagrody dla najlepszego filmu dramatycznego                                                                    |